# Flip Grater
Flip Grater,  née le 22 septembre 1981 à Christchurch, Nouvelle-Zélande, de son vrai nom Clare Grater, est le nom de scène d'une chanteuse auteure-compositrice-interprète néozélandaise. Son quatrième album a été enregistré à Paris.
Elle est connue également comme un fin gourmet passionné et une porte-parole végétarienne. Elle a écrit un ouvrage rassemblant des recettes relevées en tournée en Europe.

## Parcours
Sa mère est pasteure. Son père cultive des légumes, en agriculture biologique. Son surnom Flip lui a été donné adolescente, alors militante pour la défense de l'environnement et la défense des droits des animaux.
Elle a commencé comme chanteuse en 2004, s'inscrivant dans une mouvance folk, avec des balades mélancoliques et sobres. Son quatrième album a été enregistré à Paris.
Fin gourmet et végétarienne, elle a écrit un ouvrage rassemblant des recettes relevées en tournée : en partant de Londres, à travers six pays, l'Angleterre, l'Allemagne, l'Italie, la France, les Pays-Bas, avant de finir en Suède.
Avec son mari et leur enfant Anaïs, la musicienne est retournée à Christchurch et ils y ont établi une petite entreprise du nom Grater Goods.

## Discographie
- Cage for a Song (2006)
- Be All And End All (2008)[5]
- While I'm Awake I'm at War (2010)[6]
- Pigalle (2 April 2014)[1],[2]
- Lullabies For Anaïs (2018)

## Publication
- (en) The Cookbook Tour Europe: Adventures in Food and Music, David Bateman Limited, 2011.